# Gregorius van Utrecht
Gregorius van Utrecht (ook genoemd Gregorius von Pfalzel, Trier, ca. 707 – ca. 776) was een middeleeuws geestelijke en leider van de Utrechtse kerk. Hij wordt tevens vereerd als heilige in de rooms-katholieke kerk. Zijn feestdag is op 25 augustus.

## Levensbeschrijving
Gregorius was van adellijke merovingische afkomst. Hij was de zoon van Alberik en de heilige Vastradis en via zijn vader een kleinzoon van Adela van Pfalzel. Ook was hij een achterneef van Plectrudis, de zuster van zijn grootmoeder Adela en de echtgenote van Pepijn van Herstal, die beiden meerdere kerken en abdijen stichtten in het Maas-Rijngebied, waaronder de abdij van Susteren.
Gregorius kreeg een uitstekende opvoeding aan het hof van Karel Martel. In 721, op ongeveer vijftienjarige leeftijd, sloot hij zich aan bij Bonifatius en werd diens naaste medewerker. Hij vergezelde hem op zijn missiereizen en ging in 737 met hem mee naar Rome. Hij werd rond 750 abt van het klooster te Utrecht en hoofd van de abdijschool (de voorloper van de Utrechtse kathedraalschool), die onder zijn leiding tot grote bloei kwam.
Na de dood van Bonifatius in 754 nam Gregorius het bestuur van het bisdom Utrecht op zich en leidde de missionering van de Friezen. Hij werd echter nooit tot bisschop gewijd. Na zijn dood werd hij volgens de overlevering in de abdijkerk van Susteren begraven, het familieklooster van Plectrudis. Er kwam spoedig een grote verering op gang; in de Sint-Amelbergabasiliek in Susteren evenals in IJmuiden worden relieken van hem bewaard. Ook zijn moeder Vastradis zou in Susteren begraven zijn. Gregorius werd opgevolgd door zijn neef Alberik, een zoon van een broer van Gregorius. Het leven van Gregorius is beschreven in de Vita S. Gregorii abbatis Traiectensis een hagiografie door een van de leerlingen van Gregorius, de bekende heilige Liudger.

## Trivia
- In Utrecht is het St-Gregorius College vernoemd naar Gregorius van Utrecht. In Erfurt is een kerk naar hem vernoemd.